# Лу Сінь

Підпис

Лу Сюнь (кит.: 魯迅/鲁迅, Lǔ Xùn — Лу Сюнь; *25 вересня 1881 — †19 жовтня 1936), справжнє ім'я Чжоу Шужень (кит.: 周树人) — китайський письменник, публіцист та літературознавець. Вважається основоположником сучасної китайської літератури.

## Біографія
Лу Сюнь народився в сім'ї поміщика. В 1902 р. він закінчив гірничо-залізничне училище в місті Нанкін та був направлений для продовження освіти в Японію, де приєднався до освітнього руху китайських студентів. Виступив як перекладач і публіцист. В Японії та на батьківщині Лу Сюнь брав участь у підготовці Сіньхайської революції (1911–1913 рр.).
У 1913 р. Лу Сюнь написав своє перше оповідання «Минуле». У 1918 р. він опублікував оповідання «Щоденник божевільного» (своєрідній варіант «Записок божевільного» М. В. Гоголя), який вважається першим твором нової китайської літератури. Пізніше світ побачили збірки «Клич» (1923; до її складу увійшла найпопулярніша повість Лу Сюня «Справжня історія А-К'ю», в якій він картав соціальну пасивність пригноблених народних мас), «Блукання» (1926), «Дикі трави» (1927, збірка віршів у прозі), «Старі легенди по-новому» (1936, збірка сатирико-героїчних казок Лу Сюня, в яких він критикував негативні явища свого часу) та ін.
Лу Сюнь є автором великої кількості статей про важливі події житті Китаю та інших країн: збірники «Гарячий вітер» (1925), «Під розкішним балдахіном» (1926), «Дозволяється розмовляти про погоду» (1934) та інші. Він багато зробив для популяризації у Китаї іноземної літератури, особливо російської та радянської. Лу Сюнь переклав «Заповіт» Тараса Шевченка, твори М. В. Гоголя, М. Є. Салтикова-Щедріна, А. П. Чехова, М. Горького, О. О. Фадєєва та ін. Новелу «Качина комедія» присвятив своєму другові, письменнику українського походження, вихідцю зі Східної Слобожанщини (Курщина), що писав японською мовою та есперанто Василю Єрошенку. У перекладі Лу Сюня та з його доповненнями в жовтні 1921 року в журналі «Сяошо юебао» було надруковано розділ про українську літературу з «Загальної історії літератури» німецького літературознавця Г. Карпелеса. Ця публікація спричинилася до початку китайських перекладів з української.
Твори Лу Сюня виходили в українському перекладі окремими виданнями 1953, 1957, 1958, 1961, 1981 років, а також у періодиці.
На честь письменника була названа Літературна премія Лу Сюня.

## Примітка
1. ↑  https://www.frommers.com/destinations/shanghai/attractions/lu-xun-park-and-memorial-hallformer-residence-of-lu-xun
2. ↑  Bibliothèque nationale de France BNF: платформа відкритих даних — 2011.
3. ↑  CONOR.Sl
4. ↑  https://w.wiki/Bg6r
5. ↑  https://w.wiki/ujm
6. ↑  Н. Гордієнко-Андріанова. Він бачив серцем // Україна, 1989, № 50, с. 10-11.